# Wandelroute GR128

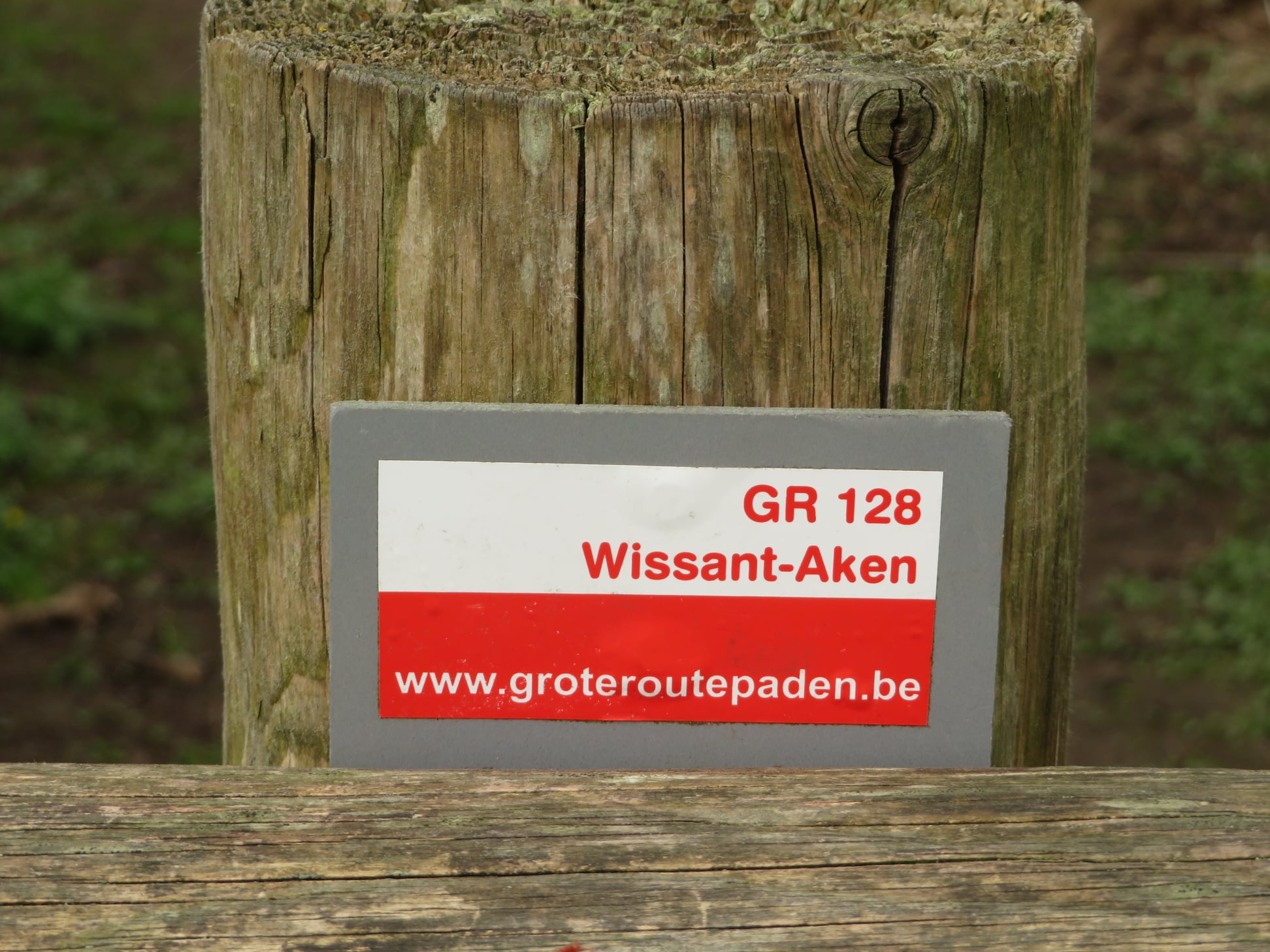
GR 128

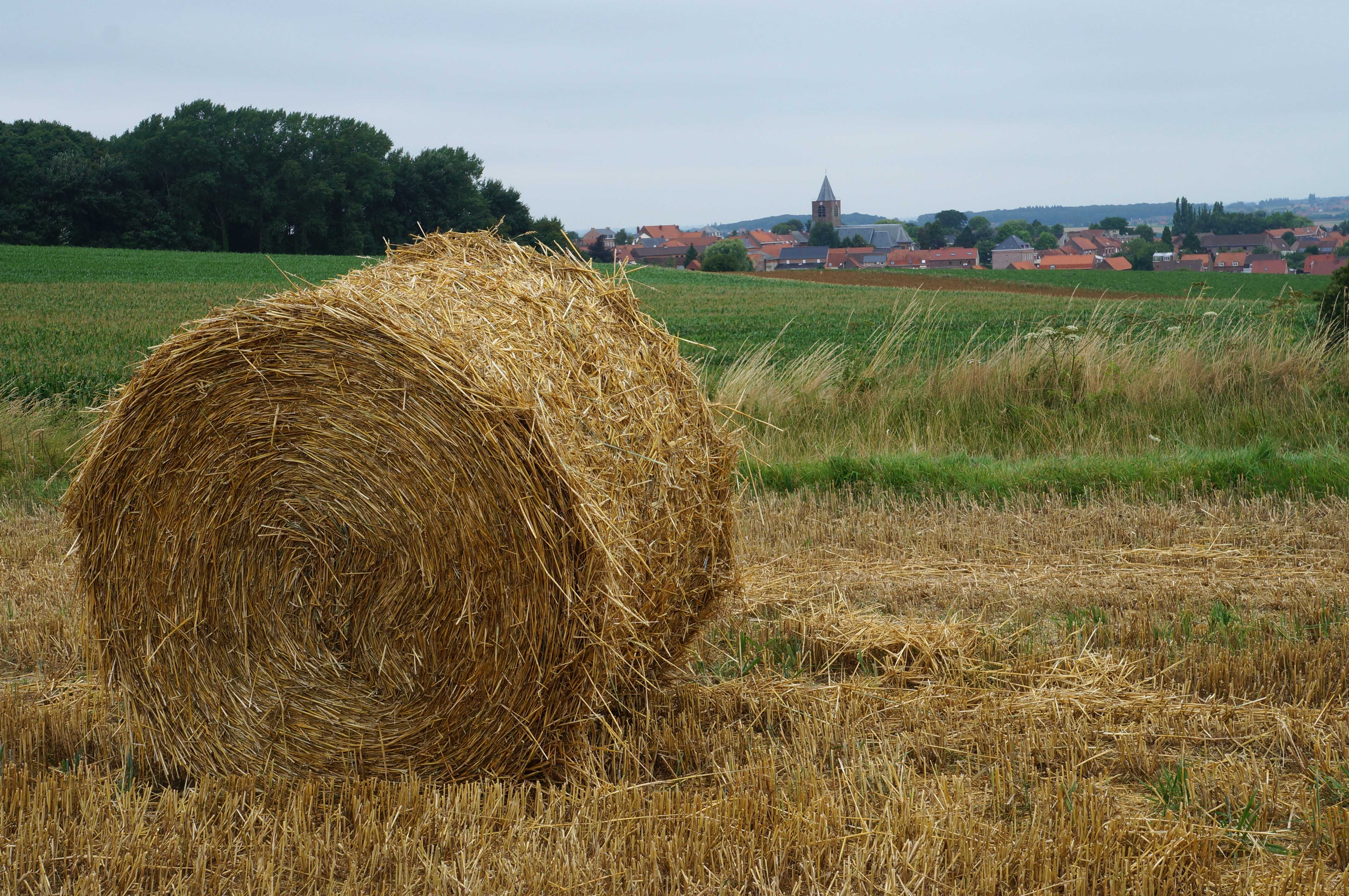
Nabij het dorp Berthen op de GR 128.

De GR 128 Vlaanderenroute is een langeafstandsroute dwars door Vlaanderen en Hauts-de-France. De officiële start of aankomst op Belgisch grondgebied ligt op de Kemmelberg in Heuvelland en loopt helemaal tot in Teuven in de Limburgse Voerstreek.  
De route heeft aan beide zijden nog een verlenging. Het Franse deel vanaf Wissant hoort integraal bij de Vlaanderenroute maar de bewegwijzering wordt er minder opgevolgd en is dus minder accuraat en ook de topografische gids wordt niet meer uitgebracht. 
Het deel tussen Teuven en het Duitse Aken is wel goed gemarkeerd en staat ook duidelijk uitgelegd in de bijlage van de topografische gids.
Verder zijn er op de route nog varianten, veelal stadsvarianten, te kiezen i.p.v. de hoofdroute. Dit is het geval in Tongeren, Sint-Truiden en Leuven.

## Bewegwijzering
Zoals de meeste grote routepaden in België bestaat de bewegwijzering uit horizontale rood-witte markeringen (Streek GR's worden aangegeven met rood-gele markeringen). Op de route kan men dus eenvoudigweg de rood-witte streepjes volgen. De streepjes in de vorm van een omgekeerde 'L' naar links of rechts geven aan dat het pad naar links of naar rechts verder gaat. Een kruis geeft aan dat dit de verkeerde weg is.

## Ere-galerij
Wie de Vlaanderenroute volledig heeft afgestapt kan een attest aanvragen en krijgt een plaatsje in de eregalerij.